# With You/With Me
「With You/With Me」（ウィズ･ユー/ウィズ･ミー）は、9nineの16枚目のシングル。2014年3月12日にSME Recordsから発売された。

## 概要
前作「Re:」から約4か月ぶり、2014年第1弾シングル。タイトル曲はMBS制作・TBS系アニメ『マギ The kingdom of magic』の後期エンディングテーマ。『通常盤』のほか、「With You/With Me」のミュージックビデオとダンスショットを収録した『初回生産限定盤A』、2013年7月20日にZepp DiverCityで開催された、「Evolution No.9」購入者限定の抽選イベント『Evolution No.9 Summer（エボサマ）』の映像を収録した『初回生産限定盤B』『初回生産限定盤C』、16ページのフォトブックが付いた『初回生産限定盤D』、『期間生産限定盤（マギ盤）』の6形態で発売された。発売初週のオリコンチャートにて、週間チャート4位と自己最高を記録した。

## 収録曲
1. With You/With Me [4:41]
  - 作詞・作曲：OZO、編曲：遠山輔
2. ポジティ部 [3:36]
  - 作詞・作曲：101、編曲：101・中村タイチ
3. Party9 [4:01]
  - 作詞・作曲：OZO、編曲：遠山輔
4. With You/With Me（Instrumental）
5. ポジティ部（Instrumental）
6. Party9（Instrumental）

## 初回特典
1. DVD
  - 初回生産限定盤A
    1. 「With You/With Me」 Music Video
    2. 「With You/With Me」 Dance Shot ver.

  - 初回生産限定盤B
    - 『"Evolution No.9 Summer(エボサマ)" at Zepp DiverCity／2013.7.20』Live DVD
      1. OPENING DANCE〜少女トラベラー
      2. アネモネもね

  - 初回生産限定盤C
    - 『"Evolution No.9 Summer(エボサマ)" at Zepp DiverCity／2013.7.20』Live DVD
      1. One Kiss
      2. Evolution No.9
2. 16Pフォトブックレット（初回生産限定盤D）

## タイアップ
| 曲名             | タイアップ                                                          |
| ---------------- | ------------------------------------------------------------------- |
| With You/With Me | MBS・TBS系アニメ『マギ The kingdom of magic』後期エンディングテーマ |

## 収録アルバム
With You/With Me
- MAGI9 PLAYLAND
- THE BEST OF MAGI